# Pétrel de Murphy
Pterodroma ultima
Espèce
Statut de conservation UICN

 LC  : Préoccupation mineure
Le Pétrel de Murphy (Pterodroma ultima) est une espèce d'oiseaux de la famille des Procellariidae.
Son nom commémore l'ornithologue américain Robert Cushman Murphy (1887-1973).

## Répartition
Cet oiseau niche dans le Pacifique Sud : Tuamotu, îles Australes et aux îles Pitcairn.